# Liste der Kulturdenkmale in Liebenau (Altenberg)
Die Liste der Kulturdenkmale in Liebenau (Altenberg) enthält die Kulturdenkmale im Altenberger Ortsteil Liebenau. Die Anmerkungen sind zu beachten.
Diese Liste ist eine Teilliste der Liste der Kulturdenkmale in Altenberg.
Diese Liste ist eine Teilliste der Liste der Kulturdenkmale in Sachsen.

## Legende
- Bild: Bild des Kulturdenkmals, ggf. zusätzlich mit einem Link zu weiteren Fotos des Kulturdenkmals im Medienarchiv Wikimedia Commons. Wenn man auf das Kamerasymbol klickt, können Fotos zu Kulturdenkmalen aus dieser Liste hochgeladen werden:
- Bezeichnung: Denkmalgeschützte Objekte und ggf. Bauwerksname des Kulturdenkmals
- Lage: Straßenname und Hausnummer oder Flurstücknummer des Kulturdenkmals. Die Grundsortierung der Liste erfolgt nach dieser Adresse. Der Link (Karte) führt zu verschiedenen Kartendiensten mit der Position des Kulturdenkmals. Fehlt dieser Link, wurden die Koordinaten noch nicht eingetragen. Sind diese bekannt, können sie über ein Tool mit einer Kartenansicht einfach nachgetragen werden. In dieser Kartenansicht sind Kulturdenkmale ohne Koordinaten mit einem roten bzw. orangen Marker dargestellt und können durch Verschieben auf die richtige Position in der Karte mit Koordinaten versehen werden. Kulturdenkmale ohne Bild sind an einem blauen bzw. roten Marker erkennbar.
- Datierung: Baubeginn, Fertigstellung, Datum der Erstnennung oder grobe zeitliche Einordnung entsprechend des Eintrags in der sächsischen Denkmaldatenbank
- Beschreibung: Kurzcharakteristik des Kulturdenkmals entsprechend des Eintrags in der sächsischen Denkmaldatenbank, ggf. ergänzt durch die dort nur selten veröffentlichten Erfassungstexte oder zusätzliche Informationen
- ID: Vom Landesamt für Denkmalpflege Sachsen vergebene, das Kulturdenkmal eindeutig identifizierende Objekt-Nummer. Der Link führt zum PDF-Denkmaldokument des Landesamtes für Denkmalpflege Sachsen. Bei ehemaligen Kulturdenkmalen können die Objektnummern unbekannt sein und deshalb fehlen bzw. die Links von aus der Datenbank entfernten Objektnummern ins Leere führen. Ein ggf. vorhandenes Icon  führt zu den Angaben des Kulturdenkmals bei Wikidata.

## Liebenau
| Bild                                    | Bezeichnung                                    | Lage                                      | Datierung | Beschreibung | ID       |
| --------------------------------------- | ---------------------------------------------- | ----------------------------------------- | --- | --- | -------- |
|                                         | Kursächsische Postmeilensäulen                 | Alte Dresden Teplitzer Poststraße (Karte) | bez. 1729 (Postmeilensäule) | Kursächsische Postmeilensäulen (Sachgesamtheit). Postmeilensäule; Kopie eines Viertelmeilensteins, verkehrsgeschichtlich von Bedeutung. Am Nordeingang des Waldstückes Harthewald befindet sich der 1732 aufgestellte Viertelmeilenstein Nr. 17 der Alten Dresden-Teplitzer Poststraße. Er zeigt beidseitig ein kopfstehendes Posthorn. Der Stein zerbrach 1955 nach dem Anprall eines Traktors, wurde aber im gleichen Jahr durch die Bildhauerfirma Kajer aus Berggießhübel wieder instand gesetzt und erneut aufgestellt. Bei dem heutigen Stein handelt es sich um eine Nachbildung, das Original befindet sich im Osterzgebirgsmuseum Schloss Lauenstein. | 09304932 |
| Direkt Bild zu diesem Denkmal hochladen | Wohnhaus                                       | Alter Schulweg 17 (Karte)                 | um 1800 (Wohnhaus) | Wohnhaus; baugeschichtliche Bedeutung | 09277549 |
| Direkt Bild zu diesem Denkmal hochladen | Ehemalige Schule                               | Alter Schulweg 17b (Karte)                | Ende 19. Jahrhundert | Mit Neorenaissance-Einflüssen, u. a. ortshistorische Bedeutung | 09277553 |
| Direkt Bild zu diesem Denkmal hochladen | Wohnstallhaus                                  | Alter Schulweg 77 (Karte)                 | nach 1800 (Wohnstallhaus) | Wohnstallhaus eines Dreiseithofes; eines der wenigen ursprünglich erhaltenen Gebäude im Ort, u. a. baugeschichtliche Bedeutung | 09277554 |
|                                         | Ev. Pfarrkirche Zu den zwölf Aposteln Liebenau | Hauptstraße (Karte)                       | vermutlich 2. Hälfte 15. Jh. (Kirche); 18. Jh. (Empore); 18. Jh. (Holzkassettendecke); 1771 (Kanzelaltar); bez. 1522 (Taufe); bez. 1525 (Grabstein f. Herzog Georg den Bärtigen) | Kirche mit Kirchenausstattung, Kirchhof und Einfriedung; baugeschichtlich und ortsgeschichtlich von Bedeutung | 09277550 |
| Direkt Bild zu diesem Denkmal hochladen | Wegestein                                      | Hauptstraße (Karte)                       | 19. Jh. (Wegestein) | Wegestein; verkehrsgeschichtlich von Bedeutung | 09277552 |
| Direkt Bild zu diesem Denkmal hochladen | Bauernmuseum                                   | Hauptstraße 4 (Karte)                     | um 1900 (Wohnstallhaus, Scheune) | Wohnstallhaus, Scheune, Seitengebäude sowie Torpfosten eines Dreiseithofes; baugeschichtliche Bedeutung und stark bildprägende Wirkung | 09277557 |
| Direkt Bild zu diesem Denkmal hochladen | Straßenbrücke                                  | Hauptstraße 4 (vor) (Karte)               | 19. Jh. (Straßenbrücke) | Straßenbrücke; Bruchstein-Bogenbrücke, baugeschichtlich von Bedeutung | 09277558 |
|                                         | Pfarrhaus                                      | Hauptstraße 14 (Karte)                    | bez. 1803 (Pfarrhaus) | Pfarrhaus mit Pfarrgarten; Obergeschoss Fachwerk verbrettert, weitgehend ursprünglich erhalten, baugeschichtliche und ortshistorische Bedeutung | 09277551 |
| Direkt Bild zu diesem Denkmal hochladen | Wegestein                                      | Hauptstraße 18a (gegenüber) (Karte)       | 19. Jh. (Wegestein) | Wegestein; gedrungene Säule, seltener Bautyp, verkehrsgeschichtlich von Bedeutung | 09277548 |
| Direkt Bild zu diesem Denkmal hochladen | Wegestein                                      | Hauptstraße 29b (bei) (Karte)             | 19. Jh. (Wegestein) | Wegestein; seltener Bautyp, verkehrsgeschichtlich von Bedeutung | 09277547 |
| Direkt Bild zu diesem Denkmal hochladen | Wohnhaus                                       | Hauptstraße 41b (Karte)                   | 1. Hälfte 19. Jh. (Wohnhaus) | Wohnhaus; Obergeschoss Fachwerk, hochgradig ursprünglich erhalten, baugeschichtliche Bedeutung | 09277545 |
| Direkt Bild zu diesem Denkmal hochladen | Wohnstallhaus                                  | Mittelweg 68 (Karte)                      | Ende 19. Jh., im Kern älter (nach 1800) | Wohnstallhaus eines ehemaligen Dreiseithofes; ursprünglich, von baugeschichtlicher Relevanz | 09277543 |
| Direkt Bild zu diesem Denkmal hochladen | Wohnstallhaus und Scheune                      | Teichstraße 61 (Karte)                    | um 1800, mit späteren Veränderungen (Wohnstallhaus und Scheune) | Wohnstallhaus und Scheune eines Zweiseithofes; beide Obergeschoss Fachwerk, bildprägende Wirkung, baugeschichtliche Bedeutung | 09277544 |
| Direkt Bild zu diesem Denkmal hochladen | Alte Dresden-Teplitzer Poststraße              | Teplitzer Straße (Karte)                  | 18. Jh. (Straße) | Sachgesamtheitsbestandteil der Sachgesamtheit Alte Dresden-Teplitzer Poststraße (ID-Nr. 09229999): Straße im OT Liebenau – regionalgeschichtlich und verkehrsgeschichtlich von Bedeutung. Anmerkung: Straßenabschnitt südlich der Autobahn A17 durch die Harte bis zur Hauptstraße Liebenau-Fürstenwalde. | 09279070 |

## Ausführliche Denkmaltexte
1. ↑  Im Jahre 1722 begann man im Kurfürstentum Sachsen mit der Aufstellung der Kursächsischen Postmeilensäulen. Kurfürst Friedrich August I. wollte hierdurch ein zeitgemäßes Verkehrs- und Transportleitsystem im Kurfürstentum aufbauen, um Handel und Wirtschaft zu fördern. Er beauftragte mit Generalvollmacht Magister Adam Friedrich Zürner (1679–1742) mit der Durchführung. Das System der Postmeilensäulen umfasste Distanzsäulen, Viertelmeilensteine, Halb- und Ganzmeilensäulen. Die Distanzsäulen sollten in den Städten vor den Stadttoren, später nur auf den Marktplätzen aufgestellt werden. Entlang der Poststraßen wurden Viertelmeilensteine, Halb- und Ganzmeilensäulen aufgestellt. Sie erhielten eine fortlaufende Nummerierung (Reihennummer), beginnend vom Anfang der Vermessung. Die Ganzmeilensäulen wurden außerhalb der Städte an den Poststraßen im Abstand von 1 Meile (= 9,062 km) aufgestellt. Die Distanzsäulen waren mit dem Monogramm „AR“ für „Augustus Rex“, dem kursächsisch und polnisch-litauischen Doppelwappen sowie der polnischen Königskrone gekennzeichnet. Die Ganzmeilen-, Halbmeilensäulen und Viertelmeilensteine waren alle ähnlich beschriftet, alle trugen kein Wappen, aber das Monogramm „AR“. Die Entfernungsangaben erfolgten in Wegestunden (1 Stunde= ½ Postmeile = 4,531 km). Dieses Meilensystem war das erste europäische Verkehrsleitsystem. Der hier betrachteten Säule kommt als Teil des überregional bedeutenden Postwegesystems eine hohe verkehrsgeschichtliche Bedeutung zu.